# E-knjiga
E-knjiga ili elektronička knjiga (eng. e-book) je elektronički (digitalni) ekvivalent tiskanoj knjizi. E-knjiga može sadržavati i online časopise i digitalne knjige napravljene da budu slušane kao audio knjige. E-knjige su tehnologija koja se rapidno razvija i mijenja. Neke e-knjige se proizvode simultano s proizvodnjom tiskanih knjiga, iako se u mnogo slučajeva kasnije stavljaju u prodaju. Često se e-knjige proizvode nakon što su knjige već tiskane, obično skenirajem (Robotic Scanners), a ponekad se tekst unosi tipkovnicom.

## Povijest razvitka e-knjige
E-knjiga se prvi put spominje 1971. godine kada je Michael Hart, student sveučilišta u Illinoisu, putem sveučilišne mreže počeo distribuirati knjige u digitalnoj formi. To je bio početak projekta koji je Hart poslije nazvao "project Gutenberg", po izumitelju tiskarskog stroja Johannesu Gutenbergu. Projekt se zalaže za kreiranje elektronskih verzija književnih dijela i njihovo besplatno distribuiranje putem interneta. Hartu pripadaju velike zasluge za širenje i popularizaciju e-knjiga.

## Formati
Postoji mnogo formata koje izdavač može koristiti za proizvodnju e-knjiga, svaki od njih ima svoje prednosti i nedostatke. Ovdje su navedeni neki od najvažnijih.

### EPUB
Jedan od najraširenijih formata za e-knjige u svijetu. Omogućuje fiksni ili dinamični (reflowable) izgled sadržaja knjige (sadržaj se može mijenjati ovisno o veličini ekrana). Podržava većinu web tehnologija, uključujući (X)HTML, CSS, SVG, MathML i u manjoj mjeri JavaScript. Ovisno o uređaju na kojem se pregledava, može podržavati i druge formate, no mora postojati zamjenski format, fallback (obično XHTML ili SVG) za slučaj da uređaj ne podržava originalni format.
IDPF-ov EPUB 2.0 se od listopada 2007. godine razvija od (sada zastarjelog) OEBPS formata za otvorene e-knjige. Specifikacija standarda EPUB 3.0 uvodi se u listopadu 2011. godine, i pruža mnoga poboljšanja u odnosu na stariju inačicu: moguće je ostvariti precizniji layout (raspored sadržaja po stranicama), dodana je podrška za jedan dio MathML standarda. W3C konzorcij otkupljuje IDPF kako bi standardizirao EPUB i učinio ga kompatibilnim s ostalim web standardima.

### Mobipocket
U ovom formatu korisnici mogu dodavati prazne stranice u bilo koji dio e-knjige, na njih skicirati crteže i pisati napomene. Te napomene, ispravci, crteži i bilješke se mogu izmijeniti i organizirati s jednog mjesta.

### Datoteke slikovnih podataka (Image files)
E-knjiga može biti distribuirana i kao niz slika ili jedna slika za svaku stranicu. U tom slučaju bilo koji format slike može biti korišten za format e-knjige. Glavni nedostatak je da korisnik ne može izabrati tekst pa se taj format najviše koristi za stripove, knjige o umjetnosti itd.

### E-vodič (e-guide)
To su obično kratki vodiči u "korak po korak" formatu, obično u Microsoft Wordu ili jednostavnoj tekstualnoj datoteci. Ovaj jednostavan format je podložan plagiranju jer ga bilo tko može spremiti na kompjuter, poslati nekom i tvrditi da je njegovo vlasništvo.

### HTML (Hyper Text Markup Language)
E-knjige koje koriste HTML mogu biti čitane sa standardnim pretraživačima (Internet Explorer, Firefox) bez potrebe za posebnim dodacima.

### Portable Document Format (PDF)
Budući da se dokumenti u pdf formatu lako čitaju i ispisuju na različitim kompjuterskim platformama, taj format je vrlo popularan na World Wide Webu. Pdf format sadrži jednu ili više stranica slikovnih podataka, a svaka od njih se može zumirati. Pdf dokumenti su optimizirani za Web jer prikazuju tekst prije slika i hipertekstualnih linkova.

## Usporedba s tiskanim knjigama

### E-knjiga – prednosti
- tekst može biti pretraživan, osim kada je u slikovnom obliku
- zauzima malo mjesta (otprilike 500 prosječnih e-knjiga se može spremiti na jedan CD)
- e-knjige se mogu čitati na slabom svjetlu, pa i u totalnom mraku
- brzo kopiranje
- niska cijena distribuiranja
- ekomomski i ekološki su prihvatljive jer smanjuju potrošnju papira i tinte
- ne istroše se tijekom vremena

### E-knjiga – nedostaci
- može biti nekompatibilna s novim hardwareom i softwareom
- zahtjeva pažnju u rukovanju i spremanju dokumenata, da bi se izbjeglo gubljenje podataka
- program može onemogućiti ispis
- baterija se može isprazniti
- mnogi korisnici preferiraju papir umjesto kompjuterskog ekrana
- prosječna cijena je mnogim korisnicima preskupa u odnosu na tiskane knjige

### Tiskana knjiga– prednosti
- može se čitati na različitim mjestima
- robusna i izdržljiva
- može se čitati i kada je oštećena
- ne zahtjeva izvor struje kao kompjuter
- ima veću kolekcionarsku vrijednost (npr. prva izdanja, potpisane knjige)

### Tiskana knjiga– nedostaci
- ne može biti lako kopirana
- ne može se čitati u mraku
- zauzimaju mnogo mjesta, teške su za prenošenje (pogotovo na putovanjima)
- mogu se prestati tiskati – što prilično otežava dobavljanje
- ekološki su upitne jer se za njih koriste velike količine papira

## Poveznice
- Digitalizacija knjiga

## Vanjske poveznice
- Projekt Gutenberg
- Free E-book Library
- Free PDF E-books  Arhivirana inačica izvorne stranice od 15. svibnja 2007. (Wayback Machine)
- Free E-books  Arhivirana inačica izvorne stranice od 4. lipnja 2007. (Wayback Machine)
- Digital Bookstore
- International Digital Publishing Forum